# Mirror, Mirror (román)
Mirror, Mirror je fantasy román amerického spisovatele Gregoryho Maguira, vydaný v roce 2003. Román je revizionistickou verzí příběhu o Sněhurce zasazenou do venkovské Itálie. Vystupuje v něm historická rodina Borgiů, přičemž Lucrezia Borgia zde zaujímá roli zlé královny.

## Shrnutí děje
V Montefiore v Itálii na počátku 16. století žije šlechtic Don Vicente de Nevada na malém panství se svou sedmiletou dcerou Biancou a několika služebníky, mezi nimiž jsou například kuchařka Primavera a mnich Fra Ludovico. Zrcadlo, které dalo románu název, vytvořili trpaslíci a nechali ho ve vodní nádrži, aby ztuhlo. Na začátku knihy jej nalezne de Nevada.
Život rodiny plyne klidně až do dne, kdy panství navštíví vévodkyně Lucrezia Borgia a její bratr Cesare, zkažené děti papeže. Cesare pošle Vincenteho na cestu za svatou relikvií. Zatímco je pryč, Bianca dospěje v krásnou mladou ženu a Lucrezia začne žárlit na její krásu, protože odvádí Cesareovu pozornost od ní samotné. Nakonec si Lucrezia najme lovce, aby Biancu zabil, ten ji však místo toho pomůže uprchnout. Bianca utíká a potkává sedm trpaslíků, kteří hledají osmého trpaslíka a své zrcadlo. Osmý trpaslík mezitím doprovází a chrání de Nevadu na jeho cestách.
Když zrcadlo ukáže Lucrezii, že její plán selhal, rozhodne se jednat sama a Biancu zabít. Nakonec se jí to podaří, dívka je uložena do skleněné rakve a osvobozené zrcadlo umožňuje kolemjdoucím obdivovat její krásu. Nakonec je však Bianca probuzena polibkem od lovce, který jí kdysi pomohl uprchnout. Mechanismus, kterým ji polibek vyléčí z otravy rtutí, zůstává autorem nevysvětlen.

## Přijetí
Recenze na Mirror, Mirror byly smíšené. Kirkus Reviews román označil za „stejně dobrý jako Wicked“, zatímco The AV Club uvedl: „Příliš mnoho dobře vykreslených postav nakonec působí jen jako výplň, příliš mnoho dějových linií vyšumí do prázdna a příliš mnoho autorových odboček je jen klamáním čtenáře.“